# Nová Ves (okres Brno-venkov)
Nová Ves (německy Neudorf) je obec v okrese Brno-venkov v Jihomoravském kraji, západně od města Ivančice a jižně od města Oslavany. Rozkládá se v Boskovické brázdě, v katastrálním území Nová Ves u Oslavan, na okraji přírodních parků Oslava a Střední Pojihlaví. V obci je 288 popisných čísel a žije zde 848 obyvatel. Obec Nová Ves je členskou obcí Mikroregionu Ivančicko.

## Historie
Území, na němž obec leží a které se nachází západně od Ivančic, se nachází na okraji staré osídlené oblasti, což dokazují nálezy z dob paleolitu, neolitu a z doby železné a bronzové.
Nová Ves byla založena kolem roku 1410[zdroj⁠?!] po zaniklé osadě Řevušín (Revssin) zmiňované roku 1230, kterou Arnold, opat třebíčský, zastavil v roce 1230 oslavanskému klášteru za 75 hřiven. Osada, majetek oslavanského kláštera, byla vypálena a nová vesnice následně vznikla blíže k Oslavanům. Místo, na němž původní osada stávala, se nazývá „Pustá ves“. První písemná zmínka o obci Nová Ves pochází z roku 1547, ale patrně se zmiňuje již dříve (1354[zdroj⁠?!]). Po zániku oslavanského kláštera s celým panstvím střídala různé majitele. Na pečeti byl tehdy nápis „DEDINA NOWA WES“ a znak radlice, na níž byl vyryt vinařský nůž. Je doloženo, že tato pečeť se používala do roku 1750. Na následné pečeti z roku 1870 se nachází nápis „Obec Nová Ves“, hrábě, 2 kosy a pluh. To vyjadřovalo zemědělský charakter, který si obec udržela do současnosti. Tato pečeť byla používána jako znak obce do roku 2012, kdy obec získala znak nový. V roce 1914 byl v obci založen sbor dobrovolných hasičů. Na návsi bývala kaplička, která byla v roce 1960 zbourána.
Na přelomu 20. a 21. století se začal budovat nový sportovní areál, který byl otevřen v roce 2004. V roce 2005 byla zahájena postupná realizace výstavby dvou nových ulic na jihovýchodním okraji obce, přičemž v roce 2015 započala výstavba inženýrských sítí a následně prodej pozemků na výstavbu rodinných domů.

## Obyvatelstvo
| Rok            | 1869 | 1880 | 1890 | 1900 | 1910 | 1921 | 1930 | 1950 | 1961 | 1970 | 1980 | 1991 | 2001 | 2011 | 2021 |
| -------------- | ---- | ---- | ---- | ---- | ---- | ---- | ---- | ---- | ---- | ---- | ---- | ---- | ---- | ---- | ---- |
| Počet obyvatel | 556  | 597  | 664  | 684  | 730  | 793  | 881  | 855  | 884  | 824  | 737  | 720  | 706  | 752  | 788  |
| Počet domů     | 92   | 97   | 104  | 111  | 117  | 123  | 169  | 210  | 217  | 213  | 211  | 223  | 236  | 249  | 274  |

Vývoj počtu obyvatel

## Obecní správa
Od 50. let 20. století do 31. prosince 1985 Nová Ves byla obcí v okrese Brno, posléze v okrese Brno-venkov, poté v letech 1949–1960 v okrese Rosice a od roku 1960 opět v okrese Brno-venkov. Od 1. ledna 1986 do 23. listopadu 1990 patřila jako část města k Oslavanům a od 24. listopadu 1990 je znovu obcí.

### Obecní symboly
Do 17. května 2012 neměla obec svůj znak, proto používala jako znak pečeť z roku 1870, jež vyjadřovala zemědělský charakter obce. Znak byl obci udělen rozhodnutím předsedkyně Poslanecké sněmovny Parlamentu České republiky dne 18. května 2012 a vlajka byla obci udělena rozhodnutím předsedy PSP ČR dne 5. dubna 2017.

## Současnost
Nová Ves je bývalou vinařskou obcí v Jihomoravském kraji, ležící na pomyslné křižovatce mezi Ivančicemi s vinařskou oblastí Dolnokounicka (na východě), bývalou těžební oblastí Rosicko-Oslavanska (na severu), Znojemskem (na jihu) a Vysočinou (na západě). Leží na pomezí přírodního parku Oslava a přírodního parku Střední Pojihlaví, na ostrohu obtékaném ze severu řekou Oslavou a z jihu řekou Jihlavou, po jejichž toku také částečně vedou hranice obce. Původní obec tvořila podlouhlá obdélníková náves a západní část obce, nazývaná Vrbovec. Obec se postupně rozvinula o několik bočních ulic a stále se rozrůstá. Na návsi se nachází barokní socha svatého Jana Nepomuckého a památník obětem obou světových válek.
Obec tvoří půl kilometru dlouhá náves a několik přilehlých bočních ulic rozkládajících se severně, západně a východně od návsi. V současnosti Novou Ves obývá kolem 800 obyvatel. Obcí vedou cyklostezky, funguje zde kulturní život. Občanská vybavenost obce je tvořena obchody, restaurací, školou a školkou, knihovnou, poštou, obecním úřadem, dětským hřištěm, zemědělským družstvem, menšími firmami a sportovním areálem. Dále je zde zbudována dešťová kanalizace, plynofikace, vodovod, asfaltové komunikace a chodníky po celé obci. Obec je obsluhována autobusovou linkou IDS JMK. V obci se pěstuje především pšenice, kukuřice či brambory. Působí zde zemědělské družstvo i soukromý zemědělec. U Oslavy jsou místními obyvateli pořádány různé akce, například dětský den, závody malotraktorů či netradiční hasičské závody.
Samosprávu obce tvoří devítičlenné zastupitelstvo v čele se starostou Ladislavem Horákem a místostarostkou Naděždou Chajmovou. Obec spadá do působnosti římskokatolické farnosti Oslavany.

### Služby
V obci je základní a mateřská škola. Obecní knihovna se nachází na návsi v prostorách obecního úřadu, v jeho přízemí se nachází také pošta. Občanům slouží místní hostinec a několik obchodů (potraviny, smíšené zboží, textil). Obec je obsluhována autobusovou linkou IDS JMK, jejíž spoje zastavují na dvou místních zastávkách (Nová Ves, hostinec U Slavíků a Nová Ves, škola). Sportovní vyžití zajišťuje sportovní areál, pracovní příležitosti nabízí obec, ZD Pooslaví, firma MKZ a několik menších živnostníků. Ochranu obyvatelstva zajišťuje SDH. Různé akce zařizuje Novoveská parta, z. s.

#### Školy
Původní škola vznikla v Nové Vsi v letech 1858/1859. Současná škola je na návsi a založena byla roku 1908. Je školou malotřídní, učí se zde žáci prvního stupně rozděleni do tří učeben. Za školou je zahrada s víceúčelovým hřištěm, funguje zde také školní družina, která provozuje několik kroužků. K základní škole patří i mateřská škola, která se nachází za obchodem poblíž obecního úřadu, její budova byla postavena v roce 1969. Školka prošla v roce 2008 rekonstrukcí, při které byla vyměněna všechna okna a zároveň byla navýšena kapacita na 28 dětí.
V obci dále sídlí kovoúpravna se svářečskou školou.

#### Školní sportovní areál
Školní sportovní areál se nachází na návsi vedle obecního úřadu. Je v provozu od roku 2004, funguje zde krytý bazén, sport-bar, 2 tělocvičny, jsou zde také kabiny fotbalistů TJ Sokol Nová Ves a víceúčelová teleskopická hala vhodná pro hraní tenisu i jiných her.

#### Sbor dobrovolných hasičů Nová Ves
Sbor dobrovolných hasičů v Nové Vsi byl založen roku 1914. Sbor se zúčastňuje a zúčastňoval závodů a cvičení v sousedních obcích a městech. Hasičská zbrojnice, která stojí na návsi vedle obecního úřadu prošla v roce 2014 rekonstrukcí. Sbor dobrovolných hasičů Nová Ves pořádá každoročně závody malotraktorů, jenž se konají ve stejnou sobotu jako den dětí.

#### Obecní knihovna
Starosta obce společně s řídícím učitelem začal v letech 1874–1876 zřizovat veřejnou knihovnu. Řídícímu učiteli Antonínu Hájkovi se následně podařilo založit školní knihovnu, která v roce 1902 měla 83 svazků. Roku 1931 založil sbor dobrovolných hasičů v Nové Vsi svoji knihovnu. Veřejná knihovna byla postupně doplňována novými knihami, kam byly převedeny i svazky z hasičské knihovny. Do roku 1945 byla umístěna v budově školy a v hasičské zbrojnici. Od roku 1946 se přemístila do budovy místního národního výboru, dnes obecního úřadu, kde je dodnes. V současnosti čítá více než 5150 knih různých žánrů.

#### Zemědělské družstvo Pooslaví Nová Ves
Zemědělské družstvo Pooslaví Nová Ves je největším podnikem v obci. Areál družstva se nachází v jižní části obce, kousek za školním sportovním areálem a fotbalovým hřištěm. Družstvo původně neslo název JZD Doubrava Nová Ves. Od roku 1999 se družstvo nazývá Zemědělské družstvo Pooslaví Nová Ves. Družstvo vždy hospodařilo a hospodaří i na polích v sousedních obcích a městech. Družstvo se zaměřuje na čtyři odvětví: rostlinná výroba, živočišná výroba, bioplynová stanice a služby v zemědělství. V areálu družstva působí i jiné firmy. Ředitelem družstva je Lukáš Jurečka, bratr Mariana Jurečky.
Hudební kapela Doubravěnka byla pojmenována právě podle místního JZD Doubrava, protože její kapelník zde pracoval.

#### Spolek Novoveská parta
Spolek Novoveská parta byl založen 28. března 2013. Pořádá různé zájezdy a akce, jako například Dýňobraní, šipkovanou, hudební odpoledne, zájezd do zoo, Noc s Andersenem, silvestr a jiné.

### Tradice
Každoročně se zde díky snaze místních koná spousta tradičních akcí. Mezi největší a nejznámější místní události patří například tradiční rozmarýnové hody, které se konají vždy na svatého Václava. Dále jsou zde závody malotraktorů (první ročník se konal v roce 2013), pouť v červenci (podle zdejší dvěstěleté tradice má být pouť na svatého Cyrila a Metoděje, tato tradice se ale nedodržuje, a tak Nová Ves nemá vlastní pouť, ale „šókle” [podle zdejšího nářečí pouťové atrakce] jsou zde na sousední oslavanskou pouť), filmové stanování u řeky Oslavy v polovině letních prázdnin aj. Během roku je pořádán také den dětí, ostatky a ostatková zábava, setkání seniorů, obecní ples, hasičská zábava, velikonoční zábava, rozsvícení vánočního stromu před obecním úřadem, pálení čarodějnic na kopci u vodárny a další.

## Samospráva obce
Ve volebním období 1990–1994 zastával funkci starosty Ladislav Horák (KSČM). Funkci zástupce starosty zastával Oldřich Šlapanský (OF). Zastupitelstvo obce tvořilo 9 zastupitelů (5 za KSČM a 4 za OF).
Ve volebním období 1994–1998 zastával funkci starosty František Bureš (KSČM). Funkci zástupce starosty zastával Ladislav Horák (KSČM). Devítičlenné zastupitelstvo obce tvořili zástupci zvoleni za KSČM.
Ve volebním období 1998–2002 zastával funkci starosty František Bureš (KSČM) a funkci místostarostky Drahomíra Karásková (KSČM). Zastupitelstvo obce bylo devítičlenné, 8 zastupitelů bylo za KSČM a 1 nezávislý kandidát.
Ve volebním období 2002–2006 byl starostou obce Ladislav Veselý (SNK – Pro rozvoj obce) a místostarostkou Drahomíra Karásková (SNK – Pro rozvoj obce). Obecní zastupitelstvo tvořilo 9 zastupitelů, a to 4 za KSČM, 3 za SNK – Pro rozvoj obce, 1 za ČSSD a 1 za SZ.
Ve volebním období 2006–2010 byl starostou obce Ladislav Veselý (SNK – Pro rozvoj obce) a místostarostkou Jarmila Stojarová (KSČM). V komunálních volbách 2006 kandidovalo 7 volebních stran ("Pro rozvoj obce",ODS, „Pro sport a požární bezpečnost“, KSČM, SZ, KDU-ČSL a ČSSD). Do zastupitelstva obce se dostaly pouze 4 volební strany. 3 zastupitelé za KSČM, 3 zastupitelé za „Pro rozvoj obce“, 2 zastupitelé za ČSSD a 1 zastupitel za „Pro sport a požární bezpečnost“
Ve volebním období 2010–2014 byl starostou obce Jan Dobrovolný (SN) a místostarostkou Stanislava Zrucká (SN). V komunálních volbách 2010 kandidovalo celkem 6 stran („Pro rozvoj obce“, „Pro sport a požární bezpečnost“, KSČM, ČSSD, VV a „Sdružení nestraníků“). Do zastupitelstva obce se dostaly 4 strany. Obecní zastupitelstvo tvořilo 5 zastupitelů za politické hnutí "Sdružení nestraníků", 2 zastupitelé za KSČM, 1 zastupitel za ČSSD a 1 zastupitel za „Pro rozvoj obce“.
V komunálních volbách 2014 kandidovaly 3 strany (KSČM, "Sdružení nestraníků" a ČSSD). Starostou obce byl po volbách 2014 zvolen Ladislav Horák (vnuk prvního starosty po roce 1989). Místostarostkou byla zvolena Naděžda Chajmová. Nejsilnějším politickým uskupením zastupitelstva obce ve volebním období 2014–2018 bylo politické hnutí "Sdružení nestraníků", jehož kandidáti tvořili 7 z 9 členů. Zbylé dva posty zastupitelů byly obsazeny kandidáty za KSČM a ČSSD.
V komunálních volbách 2018 kandidovala pouze 1 volební strana. O hlasy voličů se tentokrát ucházelo sdružení politického hnutí STAN a nezávislých kandidátů, a to pod názvem SDRUŽENÍ NESTRANÍKŮ. Tato volební strana obsadila všech 9 mandátů v zastupitelstvu. Ve vedení obce pokračují starosta Ladislav Horák (STAN) a místostarostka Naděžda Chajmová (nez.).
V komunálních volbách 2022 kandidovaly 3 volební strany. O hlasy voličů se opětovně ucházelo uskupení SDRUŽENÍ NESTRANÍKŮ - tentokrát však již ne ve spolupráci s hnutím STAN, ale s hnutím Nestraníci, jehož je lídr kandidátky Ladislav Horák členem. Uskupení získalo 4 mandáty v 9členném zastupitelstvu a po 12 letech tak přišlo o většinu v místním zastupitelstvu. Ve funkci po 8 letech tak musela skončit místostarostka Naděžda Chajmová (nez.). Dalšími stranami byly sdružení nezávislých kandidátů "Nová Ves našima očima", které získalo 3 mandáty a "PRO Novou Ves", které získalo 2 mandáty. Novou místostarostkou se stala Klára Hošková (Nová Ves našima očima).

### Starostové od roku 1874
- Jan Vavřík (1874–1876)
- Jan Hanák (1876–1880)
- František Klika (1880–1882)
- Václav Kratochvil (1883–1886)
- Václav Kovář (1886–1889)
- Josef Čech (1889–1891)
- František Hrůza (1892–1895)
- František Klika (1895–1898)
- Cyril Řezanina (1898–1901)
- Raimund Kolouch (1901–1903)
- František Klika (1904–1907)
- Václav Karásek (1907–1910)
- Raimund Kolouch (1910–1913)
- František Klika (1913–1919)
- Antonín Kolouch (1919–1920)
- Jan Konečný (1920–1923)
- Antonín Kubíček (1923–1927)
- František Pokorný (1927–1945)

### Předsedové MNV
- Jaroslav Červinka (1945; KSČ)
- Vilém Brázda (1945–1949; KSČ)
- Cyril Karásek (1949–1960; KSČ)
- Ladislav Horák (1960–1976; KSČ), působil jako ředitel místní ZŠ, po revoluci byl prvním starostou
- Ivo Dubšík (1976–1981; KSČ)
- Marta Tůmová (1981–1985; KSČ)

### Součást města Oslavany
Obec byla přičleněna v letech 1986–1991 k městu Oslavany. Během té doby prošla rekonstrukcí budova MNV a po sametové revoluci byla obec opět osamostatněna.
- Karel Hošek (1986–1991; KSČ), zastupoval obec Nová Ves

### Starostové od roku 1991
- Ladislav Horák (1991–1994; KSČM)
- František Bureš (1994–2002; KSČM)
- Ladislav Veselý (2002–2010; za SNK – Pro rozvoj obce)
- Jan Dobrovolný (2010–2014; za SN)
- Ladislav Horák (od 2014; v roce 2014 zvolen za SN, v roce 2018 za STAN, v roce 2022 jako člen Nestraníci)

## Pamětihodnosti

### Socha
- Barokní socha svatého Jana Nepomuckého z roku 1755, na návsi naproti sportovnímu areálu

### Památníky
- Památník obětem obou světových válek, naproti obecnímu úřadu
- Pomník Jaroslava Karáska (zdejší občan, který padl roku 1945)
- Pomník Miloše Kostečky, u silnice směrem k Biskoupkám

### Boží muky
- Boží muka u silnice směrem na Ivančice-Letkovice, V od obce
- Boží muka z poloviny 16. století v zahradě u domu čp. 203, SV okraj obce směrem na Oslavany

### Kříže
- Kamenný kříž, stojící u jatek
- Kamenný kříž, nacházející se na jižním okraji obce, u plotu zemědělského družstva
- Kamenný kříž z roku 1847, stojící v severozápadní části obce, u čp. 205
- Kamenný kříž z roku 1809, stojící východně od obce, jižně od silnice směrem Ivančice-Letkovice
- Kamenný kříž, stojící v poli, západně od obce
- Kamenný kříž, stával směrem na Senorady, po dopravní nehodě, při které byl poškozen, nebyl obnoven. Podstavec se nachází v zemědělském družstvu.

### Kaple svatého Cyrila a Metoděje
V Nové Vsi se nacházela kaple svatého Cyrila a Metoděje. Stávala uprostřed dlouhé návsi, kde se také konávala novoveská pouť. Kapličku tvořily dvě hlavní části, a to kaple a zvonice, ve které byl zvon, jenž pravidelně zvonil ráno, v poledne a večer a to každý den. Kaplička byla zbourána v roce 1960, údajně kvůli výstavbě silnice, která vede prostředkem návsi. V kapli se nacházela socha Panny Marie z Mariazell, oltář Panny Marie Bolestné (pieta) z roku 1832, obrazy svatých a ve zvoničce zvon. Po sametové revoluci existoval od místních občanů návrh na znovupostavení kapličky, který ale byl zastupitelstvem obce zamítnut.

### Přírodní zajímavosti

#### Studánky
- Pramen Svatá voda s minerální léčivou vodu, která podle pověsti léčí zrak, se nachází severozápadně od obce. Ke studánce vede udržovaná cesta a přímo u pramene je altánek. Voda s obsahem sirovodíku obsahuje též hořčík a další minerály.[8]
- Pramen U Berana se nachází ve stráni nad řekou Oslavou, taktéž severozápadně od Nové Vsi. Ve vodě je zvýšený obsah vápníku. U pramene bylo vybudováno posezení. Jedná se o nejvydatnější pramen pitné vody v povodí Oslavy. Jméno získal podle vodního trkače, (berana) který vodu pohání.[9]

#### Další přírodní zajímavosti
- Smuteční vrba na návsi
- Lípy na návsi
- Starý dub (u bývalé cihelny)
- Les „Doubrava“

## Osobnosti
Mezi slavné rodáky patří kamenický rod Majerů, jejichž kamenné kříže a sochy jsou dodnes rozmístěny po širokém okolí (Nová Ves, Oslavany, Ivančice, Senorady, Čučice, Letkovice, Alexovice, Řeznovice, Hrubšice, Biskoupky, Lhánice, Mohelno, Rapotice, Moravské Bránice, Lukovany, Stanoviště, Velká Bíteš, Jezeřany-Maršovice, Popovice, Ledce, Holasice, Hajany, Babice u Rosic, Brno, Příbram na Moravě, a jiné)
Kameníci:
- Jan Majer (?–1735)
- František Majer (1716–1773)
- Jakub Majer (1722–1781)
- Anton Majer (1750–1820)
- Jan František Majer (1754–1815)
- František Majer (1754–1813)
- Jakub Majer (1782–1850), nejznámější kameník tohoto rodu

## Galerie

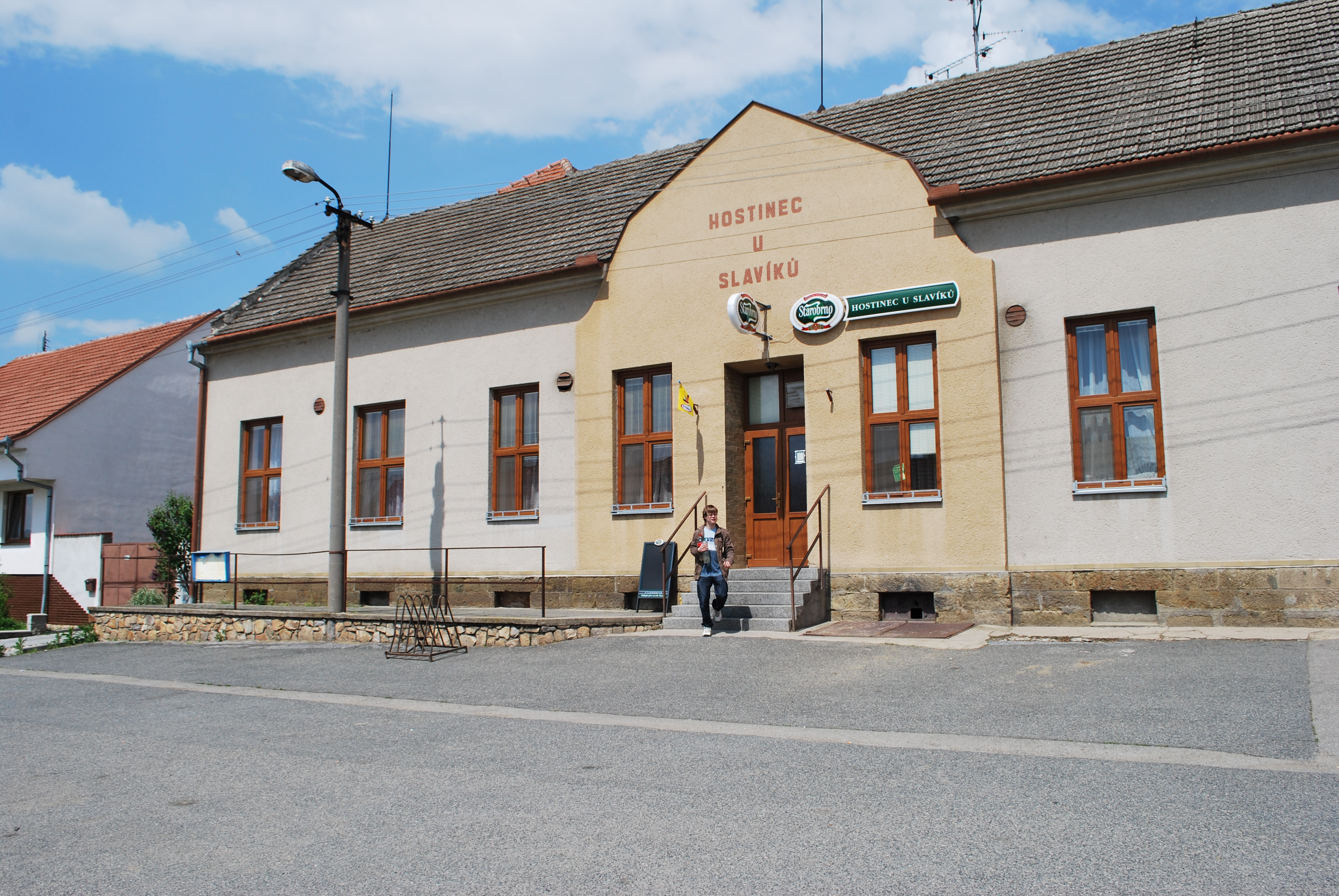
Hostinec U Slavíků
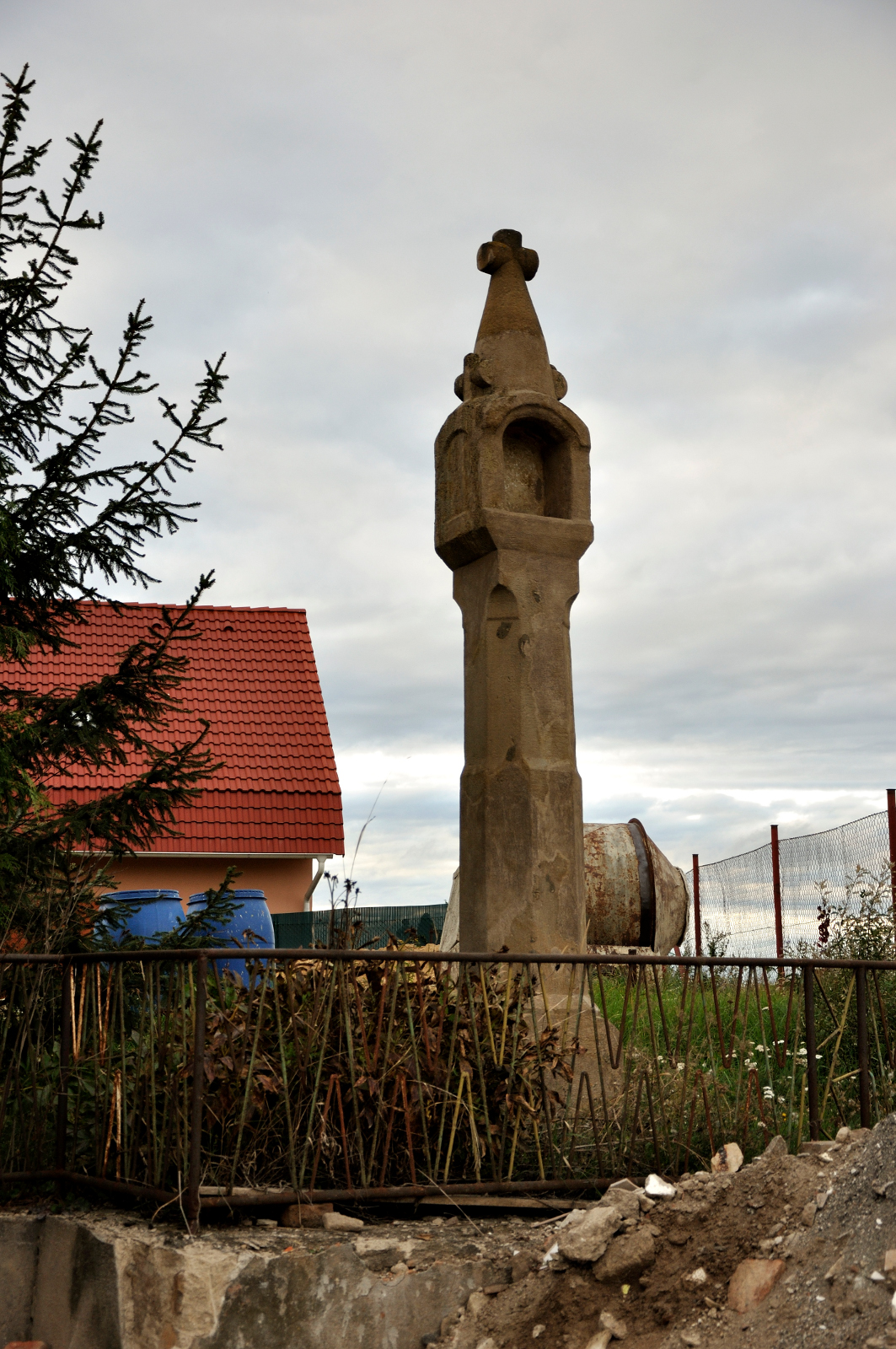
Boží muka
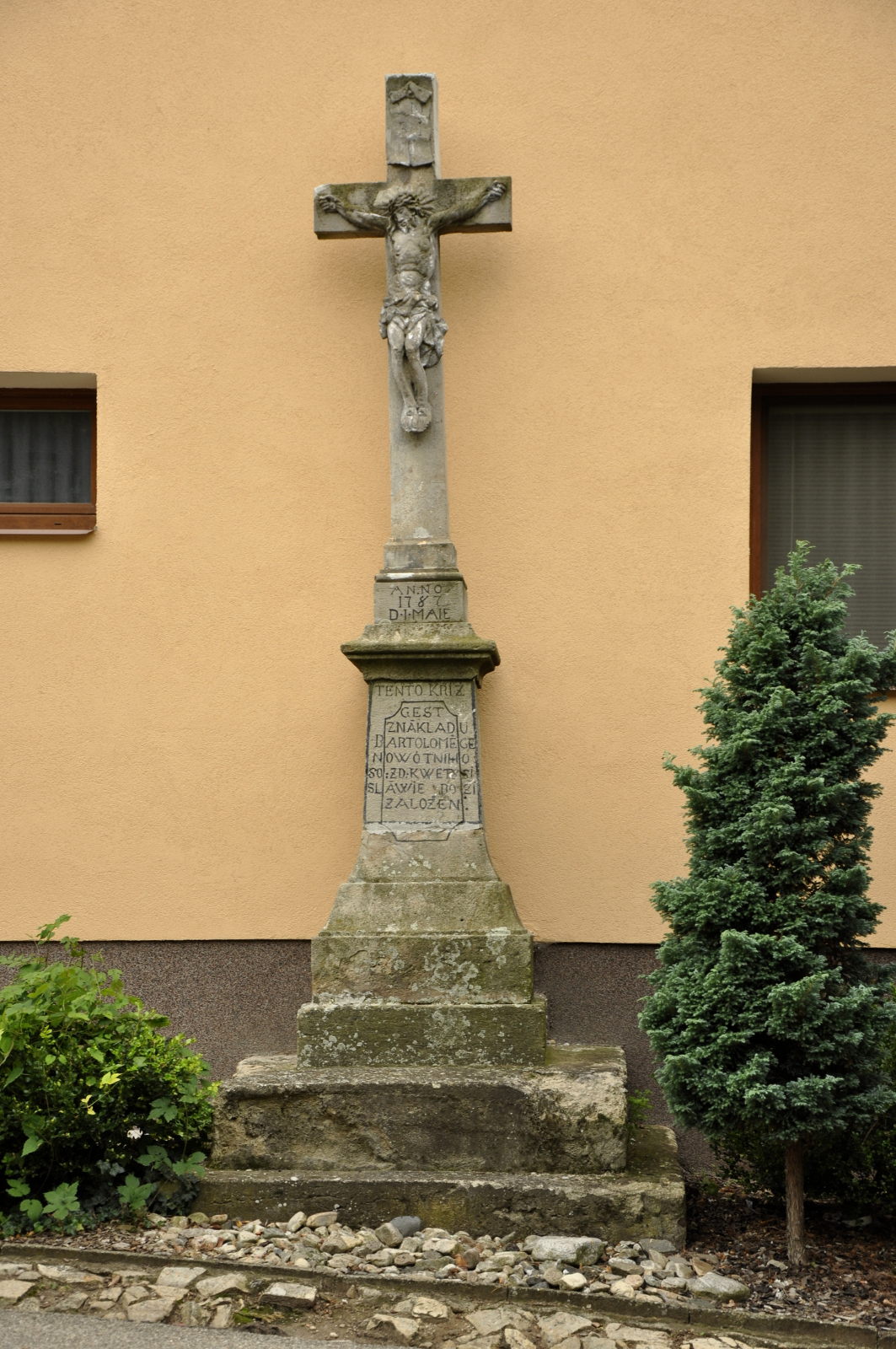
Krucifix